# Pseudantheraea
Pseudantheraea is een geslacht van vlinders van de familie nachtpauwogen (Saturniidae), uit de onderfamilie Saturniinae.

## Soorten
- P. discrepans (Butler, 1878)
- P. imperator Rougeot, 1962